# Zgliniec
Zgliniec (prononciation : [ˈzɡliɲet͡s]) est un village polonais de la gmina de Krzywiń dans le powiat de Kościan de la voïvodie de Grande-Pologne dans le centre-ouest de la Pologne.
Il se situe à environ 6 kilomètres à l'ouest de Krzywiń (siège de la gmina), à 15 kilomètres au sud-est de Kościan (siège du powiat) et à 50 kilomètres au sud de Poznań (capitale régionale).

## Histoire
De 1975 à 1998, le village faisait partie du territoire de la voïvodie de Leszno.

Depuis 1999, Zgliniec est situé dans la voïvodie de Grande-Pologne.